# 山梨学院大学
山梨学院大学（やまなしがくいんだいがく、英語: Yamanashi Gakuin University）は、山梨県甲府市酒折2-4-5に本部を置く日本の私立大学。1946年創立、1962年大学設置。大学の略称は学院(がくいん)、山学（やまがく）、山学大（やまがくだい）、山梨学大（やまなしがくだい）もしくはYGU（ワイジーユー）。

## 概観

### 建学の精神（校訓・理念・学是）
山梨学院大学の建学の精神（教育理念）は「本学は、徳を樹つることを理想とする。」などからなる建学理想を基に、「本学は、日本文化への深い理解と広い国際的視野をもって社会に貢献する人間の育成を目指し、豊かな教養と創造力を備えた人格の形成を図る。」となっている。

### 教育および研究
- 現在は法学部、経営学部、健康栄養学部、国際リベラルアーツ学部、スポーツ科学部の5学部6学科と大学院社会科学研究科の1研究科からなる総合大学である。また、「大学コンソーシアムやまなし」の単位互換事業参加大学間で単位互換制度を実施している。
- 総合大学として、特に社会的ニーズの高い産学官連携、地域社会との共同研究や受託研究等の推進を行っている。具体的には大学研究者と企業等との共同研究や受託研究のコーディネーションを行い、情報提供窓口として諸種の研究課題に対応している。
- 全学部全学科に通年制の必修科目として「基礎演習」という授業科目があり、これは少人数単位（1人の教員が20名程度の学生を受け持つ）で行われる大学の入門的な独自の講義である。また、合同での講義も行われる。
- 全学部全学科でセメスター制を導入している。また、世界標準的な大学での学生の厳格な成績評価の方法であるGrade Point Average（グレード・ポイント・アベレージ）いわゆるGPAも算出している。

### 学風および特色

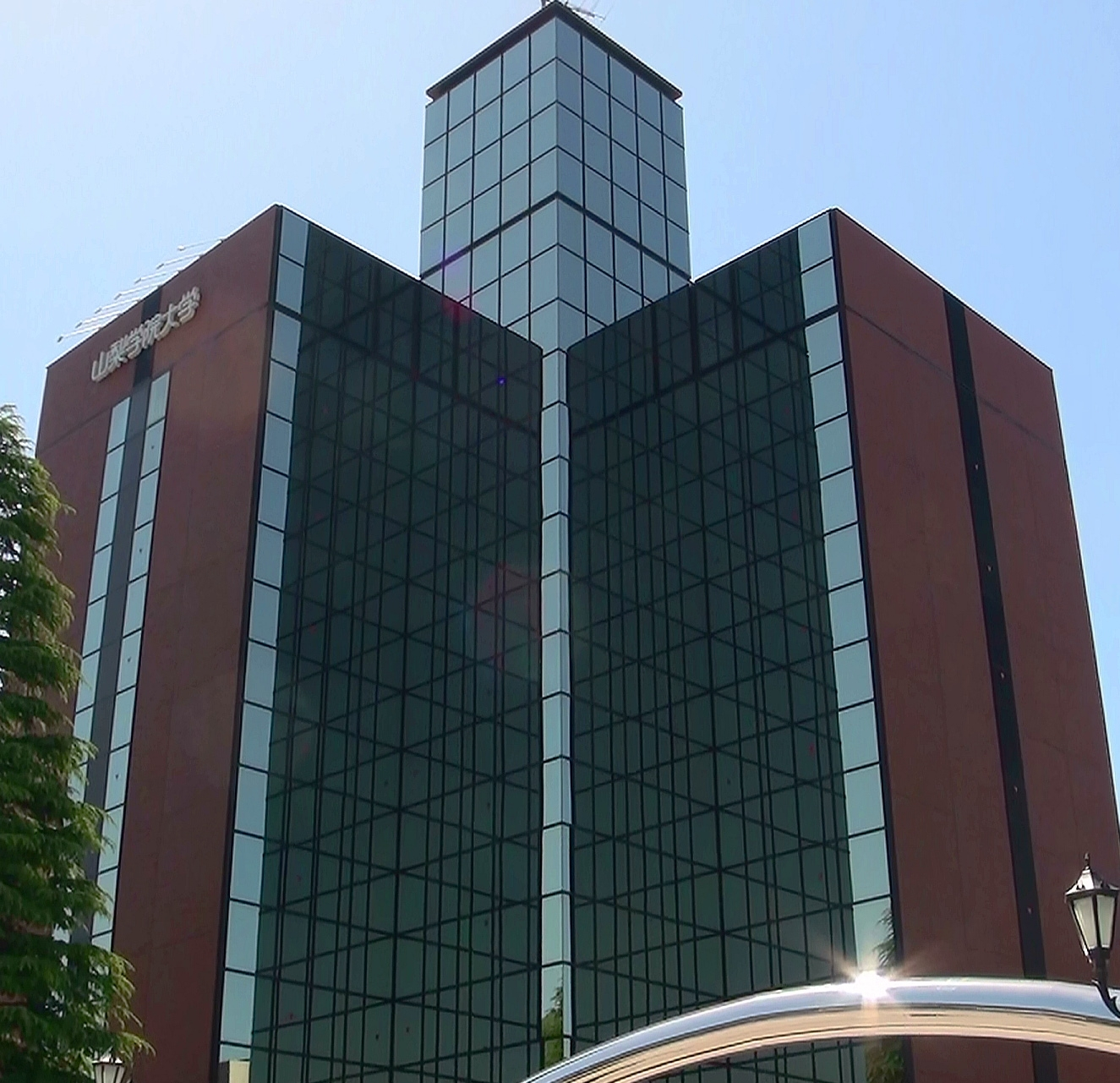
エフエム甲府のスタジオがあるクリスタルタワー

- 設置者の学校法人C2C Global Education Japanは幼稚園から大学及び大学院まで有する総合学園である。
- 2006年度（平成18年度）新司法試験に大学院法務研究科（法科大学院）出身者11名が受験し、そのうち6名が合格した。これは出身法科大学院別合格率で55%、受験した58法科大学院中16位である。
- 公務員就職者数（法・政治学系）で法学部は就職者総数431名中76名（比率17.6%）、これは中央大学、東京大学、京都大学に次ぐ第4位にランキングされている（2002年3月卒業者卒業後の進路アンケート：河合塾の全国情報センター調べ）。この背景には、専任講師による警察・消防コース、国家公務員、地方公務員上級コースの支援プログラム、試験対策講座を設けているためであり、就職面では、公務員志向の強い大学を自認している。自衛官、警察官、消防官となる者も多く、週刊ダイヤモンドが実施した2011年度大学就職率調査によると、消防官が全国4位、警察官が全国5位、自衛官が全国9位となっている。2012年には、自衛隊山梨地方協力本部より感謝状が送られた[広報 1]。
- 学生支援の一環として「学生チャレンジ制度」があり、これは学生自らチャレンジしたいことを企画書にして大学へ提出すると年2回春・秋に選考が行われ、応募企画の中から最高50万円の奨励金が支給される独自の支援制度である。また、この制度は2003年度（平成15年度）文部科学省「特色ある大学教育支援プログラム（特色GP：Good Practice）」に採択されている。
- 大学院法務研究科（法科大学院）の実践的教育推進プログラムが、2004年度（平成16年度）文部科学省「法科大学院等専門職大学院形成支援プログラム」に採択されている。
- 経営情報学部の専門科目「経営実践」で企画・制作した「山梨学院大学ハローキティ」の携帯ストラップ（根付け）が2006年に商品化され、数量限定でキャンパス内の「購買センター」などで販売された。また、2007年には、「山梨学院大学駅伝キューピー」も同科目の企画・制作により発売された。
- 経済産業省が主催する社会人基礎力フォーラム2008・社会人基礎力育成グランプリにおいて、参加27大学中で初代大賞を受賞した。受賞企画は、山梨学院大学代表・チームHUBによる山梨の郷土料理である「ほうとう」をデザートに変え、新たなブランド創出を目指した「でざほ」（デザートほうとう）であった。
- コミュニティ放送局である「エフエム甲府」のスタジオがキャンパス内にある。ちなみに、コミュニティ放送局がキャンパス内に設けられたのは、これが第1号である。なお、同放送局を経営する株式会社エフエム甲府の代表取締役社長は前理事長・元学長である古屋忠彦が就任している。
- 2025年（令和7年）5月、本大学研究室内に在山梨コソボ共和国名誉領事館を開設。名誉領事として、大学長代理の秋田辰巳が就任している[1]。

## 沿革

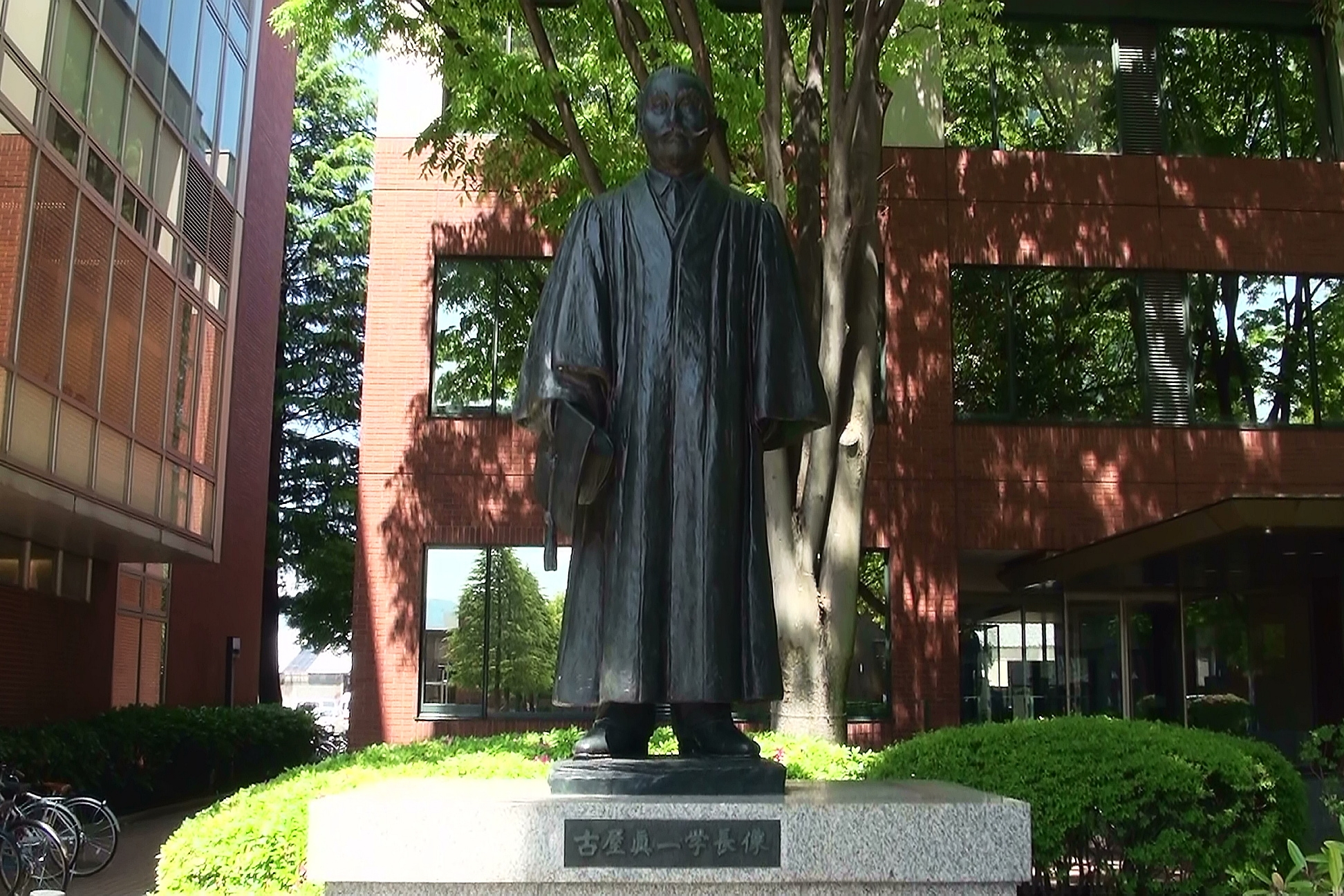
創立者：古屋眞一学長像

### 略歴
1946年、古屋眞一により山梨県甲府市桜町（現・同市中央）に創立された山梨実践女子高等学院（後に山梨女子高等学院、山梨高等学院と改称）が前身。1948年に現在地に移転し、1951年、山梨高等学院を母体に山梨学院短期大学（栄養科〈現・食物栄養科〉設置）を開学し、1953年には法経科を増設した。1962年に短期大学法経科を4年制大学に改組し山梨学院大学（法学部法学科設置）として開学した。

### 年表
- 1946年 山梨県甲府市桜町（現・同市中央）に山梨実践女子高等学院（後に山梨女子高等学院、山梨高等学院と改称）を創立
- 1948年 現在地に移転
- 1951年 山梨学院短期大学（栄養科〈現・食物栄養科〉設置）を開学
- 1953年 短期大学に法経科を増設（1962年に学生募集を停止し4年制大学〈山梨学院大学法学部法学科〉に改組）
- 1962年 山梨学院大学（法学部法学科設置）を開学
- 1965年 商学部商学科を設置
- 1970年 入学試験を中止。経営不正事件などを受け法学部、商学部の入学志願者が9人（うち推薦入学6人）にとどまったため[2]。
- 1987年 商学部に経営情報学科を増設、箱根駅伝初出場
- 1991年 法学部に行政学科を増設
- 1994年 商学部経営情報学科を改組し経営情報学部経営情報学科を設置（2016年に学生募集を停止）
- 1995年 大学院公共政策研究科（修士課程）を開設
- 2000年 大学院公共政策研究科を社会科学研究科と改称
- 2002年 法学部行政学科を政治行政学科と改称
- 2004年 大学院法務研究科（法科大学院）（専門職学位課程）を開設（2016年に学生募集を停止[3]）
- 2007年 商学部商学科を現代ビジネス学部現代ビジネス学科と改称
- 2010年 健康栄養学部管理栄養学科を設置
- 2015年 国際リベラルアーツ学部国際リベラルアーツ学科を設置
- 2016年 スポーツ科学部スポーツ科学科を設置
- 2019年 現代ビジネス学部現代ビジネス学科を経営学部経営学科と改称

## 基礎データ

### 所在地
- キャンパス（山梨県甲府市酒折2-4-5）

### 象徴
- 校章は「梶の葉」をモチーフにデザインしたものでその中央部には「大學」の文字が配してある。
- シンボルマークは「YGU」の「Y」の文字をデザインしたもので各種学生スポーツなどに使用されている。
- スクールカラーは長らくプルシアンブルー（紺青色）だったが、2021年よりC2Cブルーに変更した。
- マスコットはカモシカ（山梨県獣）をモチーフにした「アルティ」&「ベッキー」である[4]。これは学校創立60周年（2006年）を記念して制定されたもので各種学生スポーツの応援などに登場する。また、愛称の「アルティ」&「ベッキー」は校章のモチーフである梶の葉に由来する七夕伝説の彦星（アルテア）と織姫（ベガ）から命名されている。
- 山梨学院大学校歌

作詞：古屋眞一
作曲：坂口五郎
- 山梨学院大学応援歌

作詞：古屋眞一
作曲：三井純作

## 教育および研究

### 組織

#### 学部
- 法学部
  - 法学科
  - 政治行政学科(2020年に募集停止)

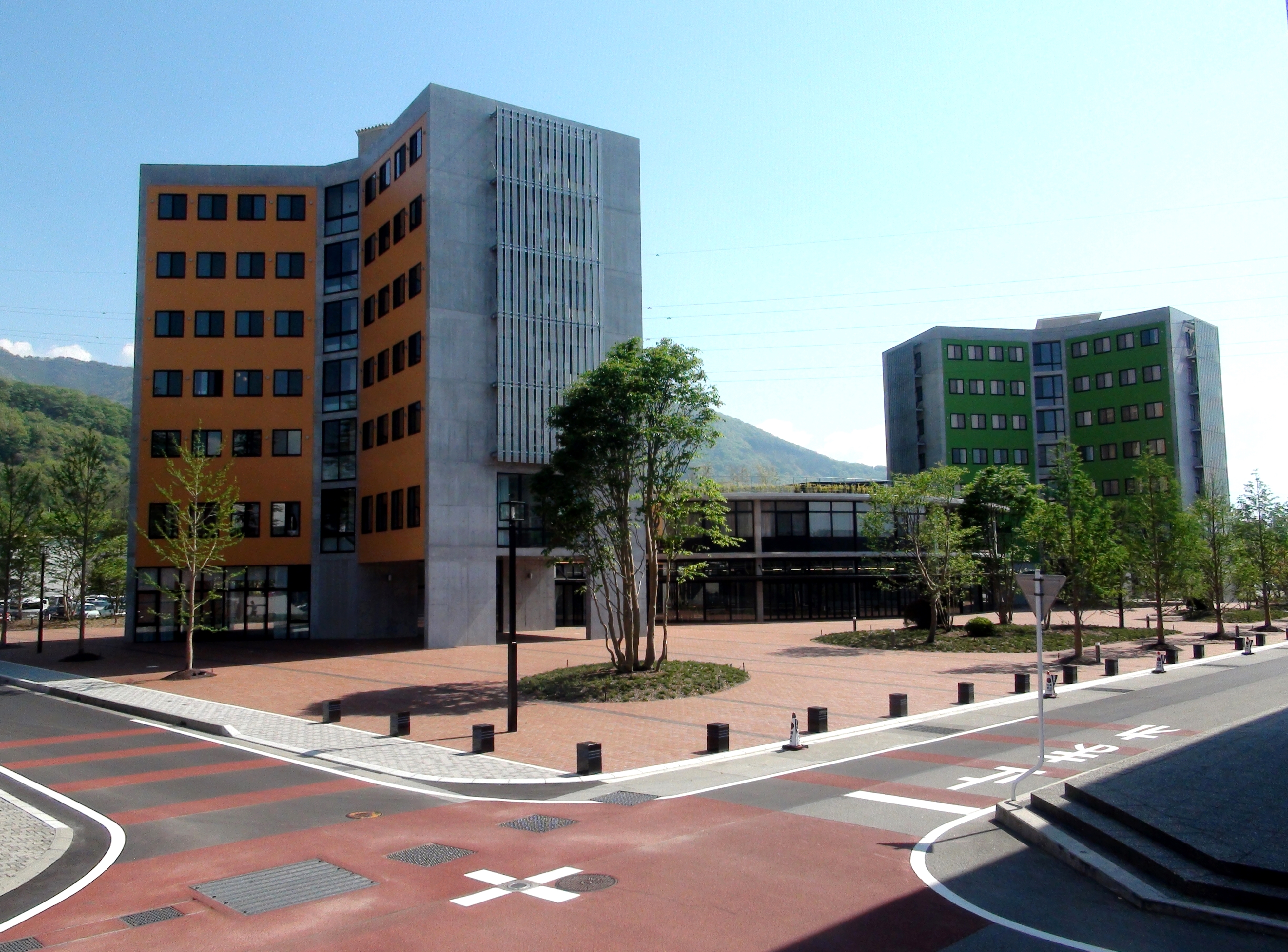
国際リベラルアーツ学部

- 経営学部（2007年に商学部を現代ビジネス学部と改称し、2019年に現代ビジネス学部を改称）
  - 経営学科（2007年に商学科を現代ビジネス学科と改称し、2019年に現代ビジネス学科を改称）
- 健康栄養学部
  - 管理栄養学科
- 国際リベラルアーツ学部（2015年に設置）
  - 国際リベラルアーツ学科（2015年に設置）
- スポーツ科学部（2016年に設置）
  - スポーツ科学科（2016年に設置）

#### 研究科
- 社会科学研究科
  - 公共政策専攻（修士課程）

#### 短期大学
- 山梨学院短期大学
  - 食物栄養科
    - 栄養士コース
    - パティシエコース

  - 保育科
  - 専攻科
    - 保育専攻

#### 附属機関
- 国際交流センター
- カレッジスポーツセンター
- 総合図書館
- 情報プラザSeeds

### 教育
- 特色ある大学教育支援プログラム
  - 学生チャレンジ制度

## 学生生活

### 部活動・クラブ活動・サークル活動

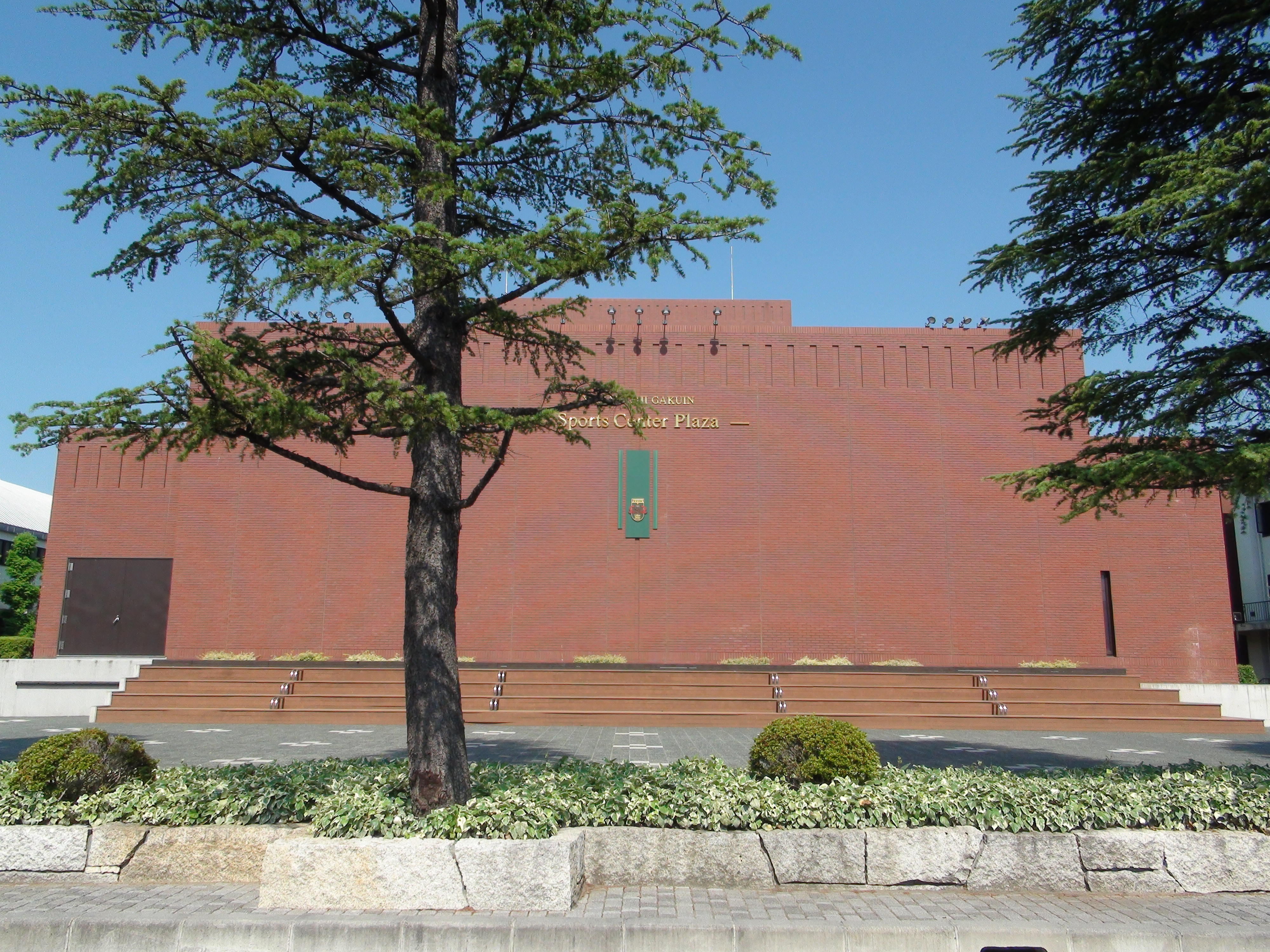
スポーツセンタープラザ

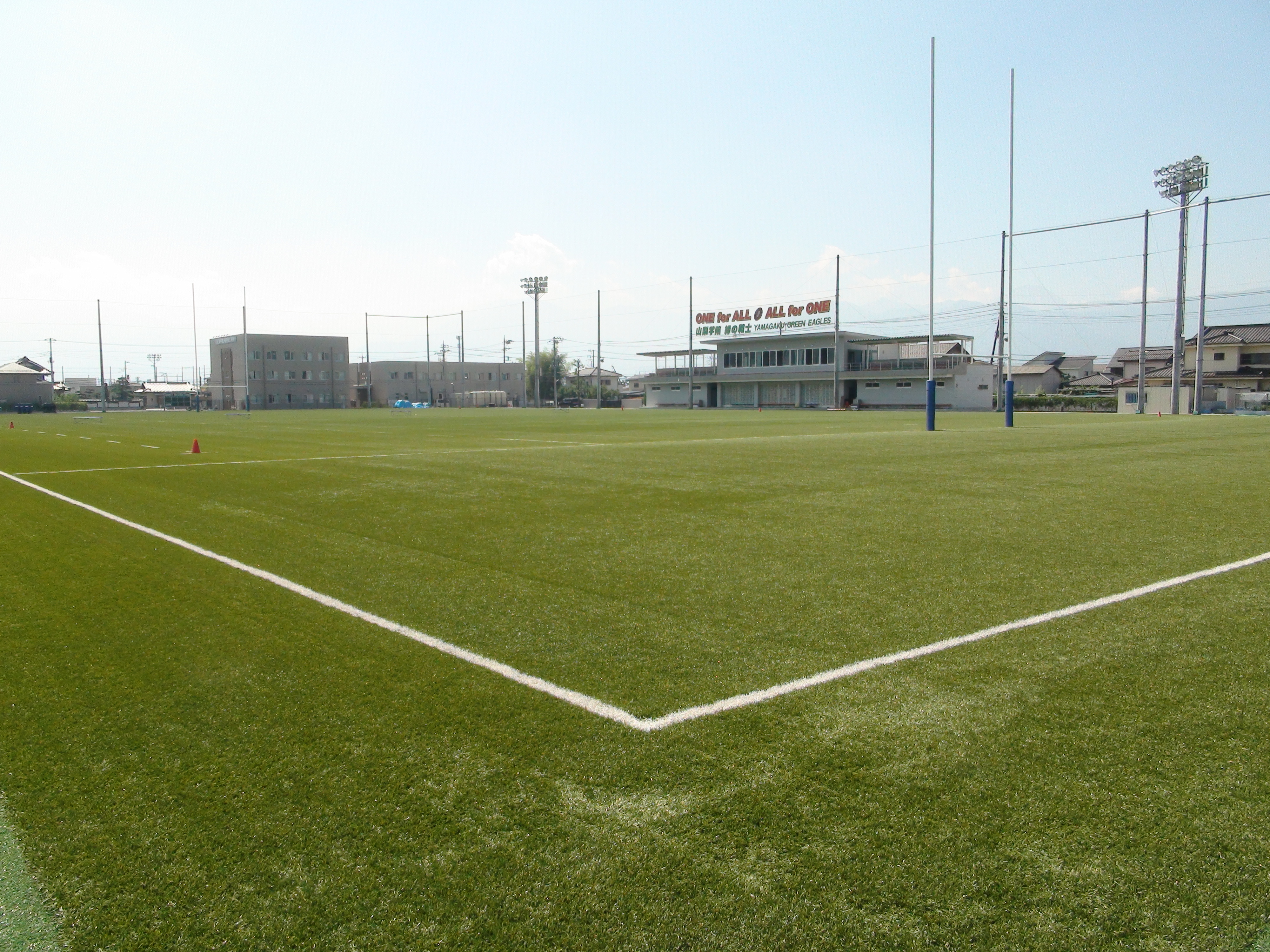
和戸ラグビー場

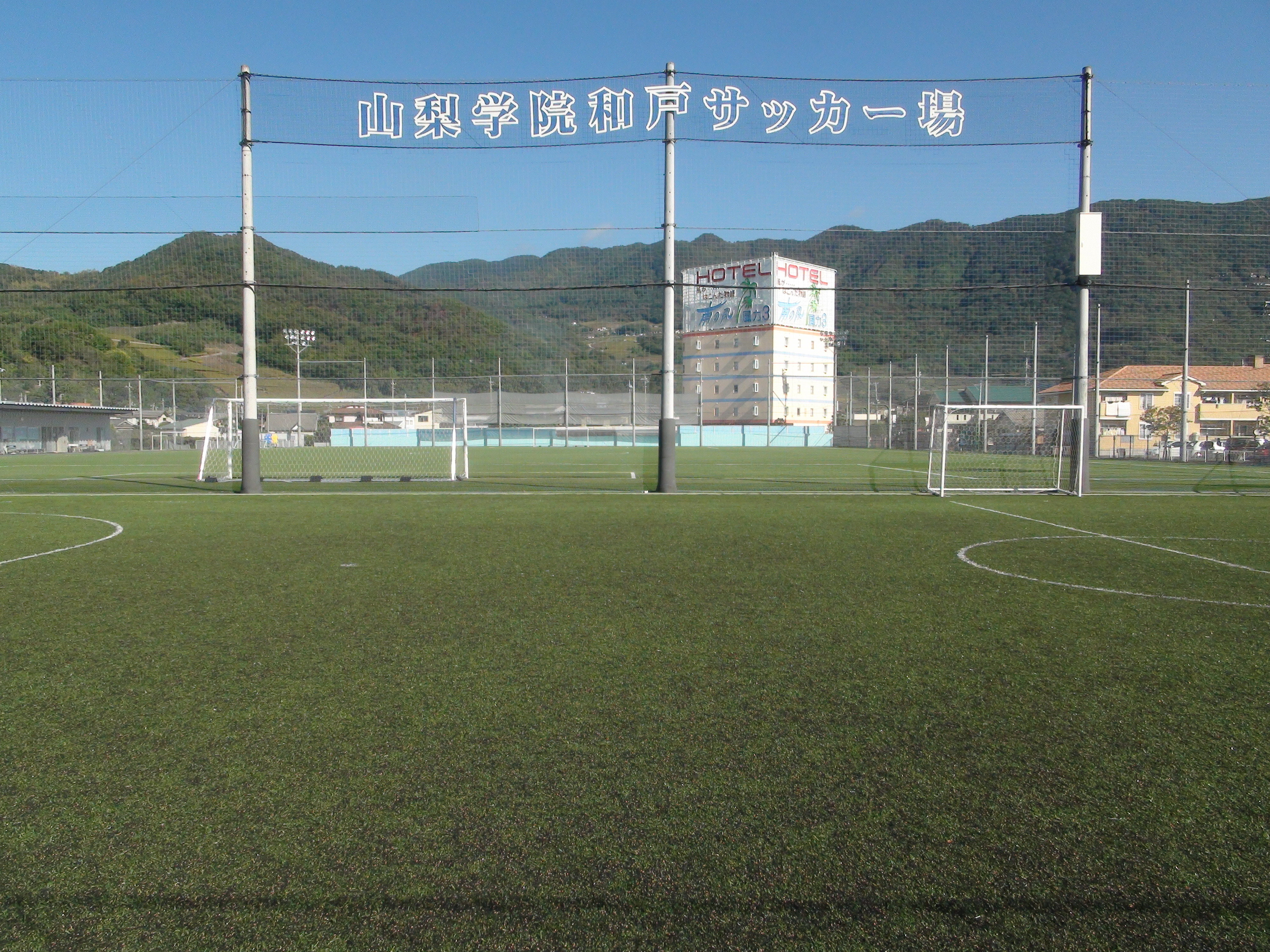
和戸サッカー場

- カレッジスポーツセンターは、1977年、「学生にたくましい人間としての基礎力を育み、学園に意欲と活力を与え、地域にさわやかな元気を送る」という哲学を推進する拠点として設立された。いずれのクラブも“大学日本一”を目標として掲げ、すでにそれを達成したクラブがあるだけでなく、オリンピックなど世界を舞台に活躍するアスリートを多数輩出するまでに至っている。2016年のリオオリンピック・パラリンピックでは、OB・OG含め10名の選手が出場し、3名の監督・コーチ、1名の審判員が派遣されるなど、日本のスポーツ界に大きな貢献を果たしている。この間、選手の競技力向上と人間性の涵養を基本理念に、大学直轄の組織として優秀な指導者の確保と競技環境の整備を推進するとともに、学習面でのサポートにも力を注いできた。学生スポーツ文化の創造と日本のスポーツへの貢献を目標に、優秀な選手と次代の指導者の育成に力を入れていく。
  - 強化育成クラブ
    - レスリング部（東日本学生レスリング連盟所属、1977年強化育成指定）　監督：高田裕司
    - スケート部（日本学生氷上競技連盟所属、男子1977年・女子1987年強化育成指定）　監督：川上隆史
    - ラグビー部（関東大学ラグビーフットボール連盟所属、1978年強化育成指定）　監督：梶原宏之
    - 陸上競技部（関東学生陸上競技連盟所属、長距離1985年・短距離 跳躍 投擲 混成2016年強化育成指定）　部長：麻場一徳、監督：上田誠仁、駅伝監督：飯島理彰
    - ホッケー部（関東学生ホッケー連盟所属、男子2001年・女子1994年強化育成指定）総監督：寺本祐治、監督：三澤孝康（男子）、ジョン・P・シアン（女子）
    - 柔道部（関東学生柔道連盟所属、男子1996年・女子2000年強化育成指定）　監督：西田孝宏（男子）、山部伸敏（女子）
    - 水泳部（日本水泳連盟学生委員会所属、男子2001年・女子1999年強化育成指定）　監督：神田忠彦
    - 硬式野球部（関甲新学生野球連盟所属、2003年強化育成指定）　監督：須田喜照
    - テニス部（女子）（関東学生テニス連盟所属、2006年強化育成指定）　総監督：富岡信也、監督：富岡好平
    - バスケットボール部（関東大学バスケットボール連盟・関東大学女子バスケットボール連盟所属、男子2014年・女子2008年強化育成指定）　監督：古田悟（男子）、林五十美（女子）
    - ソフトボール部（女子）（関東学生ソフトボール連盟所属、2008年強化育成指定）　監督：清水正
    - サッカー部（東京都大学サッカー連盟・関東大学女子サッカー連盟所属、男子2009年・女子2014年強化育成指定）　総監督：横森巧、監督：岩渕弘幹（男子）、田代久美子（女子）
    - 空手道部（関東学生空手道連盟所属、2009年強化育成指定）　監督：片田貴士
    - ゴルフ部（関東学生ゴルフ連盟所属、2015年強化育成指定）　監督：河合譲
    - バレーボール部（関東大学バレーボール連盟・関東大学女子バレーボール連盟所属、男子2018年・女子2016年強化育成指定）　部長：遠藤俊郎、監督：三井勇（男子）、安田貢（女子）

  - 体育会
    - 弓道部、山岳部、スキー部、テニス部（男子）、ソフトテニス部、銃剣道部、卓球部、剣道部、合氣道部、アメリカンフットボール部、自動車部、ユースホステル部、バドミントン部、ソフトボール部（男子）、ハンドボール部、アイスホッケー部、少林寺拳法部、熱気球クラブ、ライフル射撃部、トライアスロン部、自転車競技部 他

  - 文化会
    - 芸能部（軽音、演劇、放送音響）、法職研究会、写真部、文芸部、考古学研究会、ユリステンサークル、INSコンピュータ研究会 他

  - 独立団体会
    - 應援團、吹奏楽団（ウインドブラスアンサンブル）、チアリーダー部

  - 各種委員会等
    - 学生会、体育会本部、文化会本部、独立団体会、樹徳祭実行委員会、卒業アルバム編集委員会

  - 同好会
    - フォークソング拓郎、ローバースカウト隊、教育研究会、天文同好会、BBS会、広告研究会、フライングディスク同好会、囲碁将棋同好会、アニメーション同好会、ボランティア同好会、鉄道研究会、ディターレントクラブ、テコンドー同好会、野球サークルマッドソックス 他

  - 愛好会及びサークル
    - ちゃんぷる、Don'tSmoking　他多数

### 学園祭
- 学園祭は「樹徳祭（じゅとくさい）」と呼ばれ、毎年10月下旬から11月上旬頃に開催される。また、名称の「樹徳祭」は建学理想の一つである「本学は、徳を樹つることを理想とする。」に由来する。なお、2019年の開催で50回を数える。
  - イベント内容
    - 講演会
    - 展示発表
    - 模擬店
    - フリーマーケット
    - 各種イベント
      - 第36回では模擬裁判が行われた。
      - 第37回では山梨学院大学、山梨大学、山梨県立大学、山梨英和大学の甲府市内4大学で合同イベントが開催された。

    - インディーズバンドによるライブ
    - 芸能人トークライブ及びお笑いライブ
      - 第28回 笑福亭鶴瓶、ロンドンブーツ1号2号
      - 第29回 遠藤久美子
      - 第30回 新山千春&イジリー岡田
      - 第31回 ラッパ我リヤ
      - 第32回 伸太郎、スケボーキング、Take2
      - 第33回 根本はるみ、大和龍門、大仁田厚
      - 第35回 佐藤隆太
      - 第37回 小野真弓
      - 第38回 ペナルティ、博多華丸・大吉、フットボールアワー、デッカチャン、永井佑一郎
      - 第39回 野久保直樹（羞恥心）、インパルス、麒麟、タカダ・コーポレーション、チョコレートプラネット、トレンディエンジェル
      - 他

    - ミュージシャンライブ
      - 第31回 ラッパ我リヤ
      - 第32回 勝野慎子、スケボーキング
      - 第33回 条間俊太
      - 第35回 FLOW
      - 第36回 D-51
      - 第37回 中ノ森BAND
      - 他
- 毎年7月上旬に「アルテア七夕まつり」が開催される。恒例の催しとして、浴衣や甚平の着用者を対象に「ゆかたコンテスト」などが行われている。
  - イベント内容
    - 模擬店
    - インディーズバンドによるライブ
    - 吹奏楽団（ウインドブラスアンサンブル）の演奏
    - ゆかたコンテスト

### スポーツ

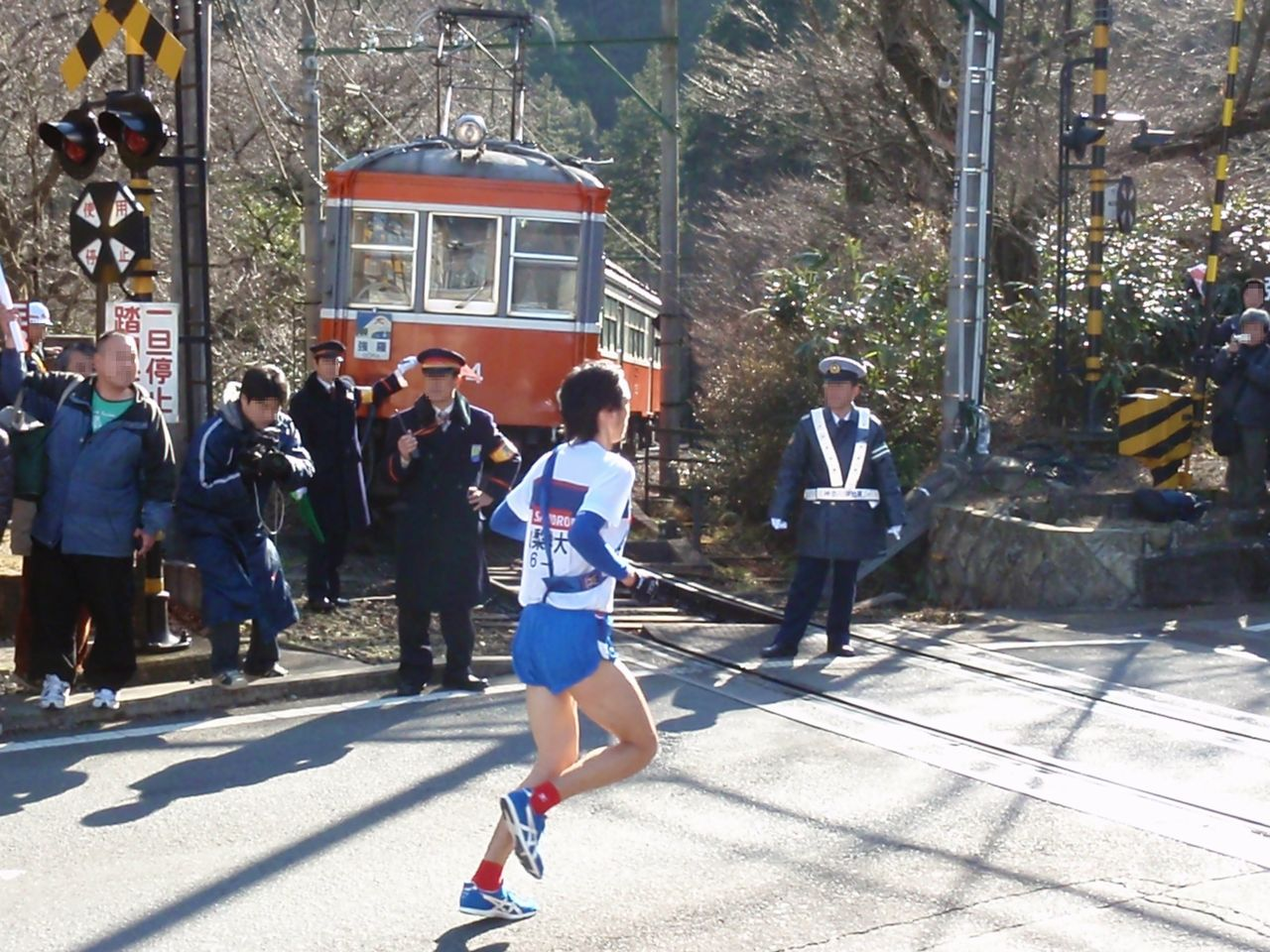
箱根駅伝5区山登りに挑む山梨学院大学の選手

- 山梨学院大学は2004年度（平成16年度）JOCスポーツ賞のトップアスリートサポート賞を受賞した。
- 陸上競技部は箱根駅伝に1987年の第63回大会以来連続出場していることで全国的によく知られ、総合優勝も3回（第68・70・71回大会）果たしている。また、総合タイムにおいて11時間の壁を最初に破った（第70回大会：10時間59分13秒）大学でもある（現行コースとは一部異なる）。ちなみに、同駅伝には2019年現在33年連続33回目の出場を果たしている。なお、「山梨学院大学箱根駅伝物語」（佐藤眞佐美 著・山梨ふるさと文庫1993年刊）が出版されている。
- レスリング部は日本レスリング協会とPRIDE（プライド）の協力を得て「パンクラチオンチーム」を発足した。
- ホッケー部は男子・女子ともにホッケー日本リーグに参加している。
- スケート部は冬季オリンピックに日本代表選手を多数輩出している。

## 大学関係者と組織

### 大学関係者組織
- 山翡翠の会（やませみのかい）は毎年9月に東京都内で開催される首都圏在住のOB・OGを中心とした懇親会である。また、長野・静岡の各地区でも開催されている。
- 梶法会は法科大学院の修了生が一体となって、同大学院出身の合格者や山梨県弁護士会所属弁護士等の協力を得て、新司法試験合格を目指す勉強会である。

## 施設

### キャンパス

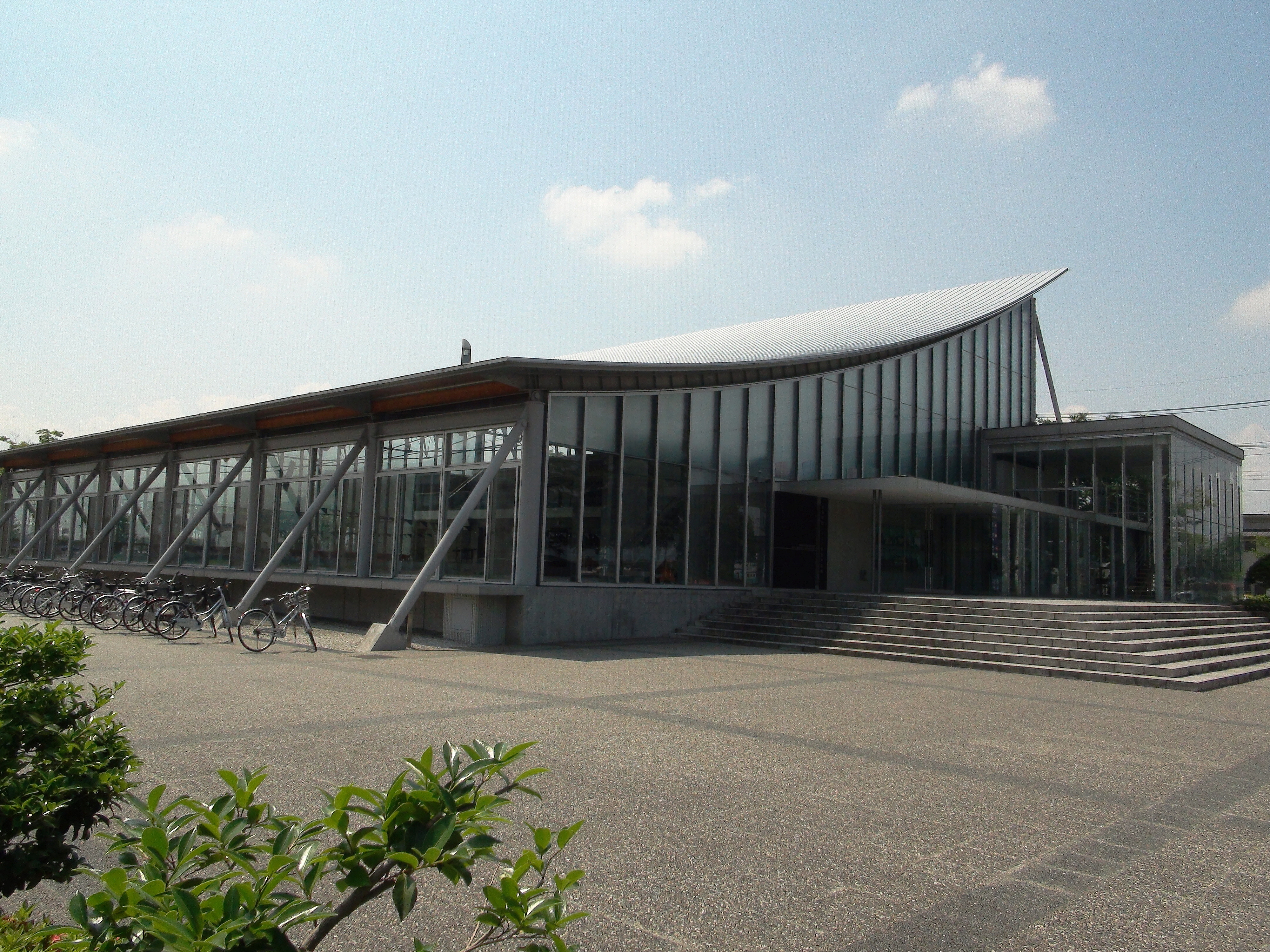
萩原智子が在学中に出場したシドニーオリンピックでの活躍が評価されたことによりキャンパス内に新設された屋内プールを「シドニー記念水泳場」と命名した

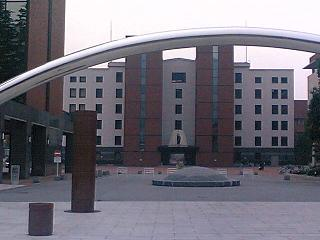
新9号館大学棟バルコニーに建つ法のシンボル「正義の女神像」（手前はキャンパス正面入口の「蒼穹の門」）

- 交通アクセス：JR中央線酒折駅下車徒歩3分、JR身延線善光寺駅下車徒歩15分、中央高速バス甲府線（石和経由）他各路線で山梨学院大学バス停下車徒歩0分
- キャンパス内には数多くのモニュメント等が点在している。
  - 銅像
    - 古屋眞一学長像：圓鍔勝三 作
    - 古屋喜代子学長胸像：圓鍔勝三 作
    - 正義の女神像：圓鍔勝三 作（この像をモデルとして後に制作された像が最高裁判所ロビーに設置されている）点灯中のLEDイルミネーションツリー（高さ20mを超える4本のヒマラヤ杉に橙色30000個・青色12600個・白色12600個のLEDが配してある）

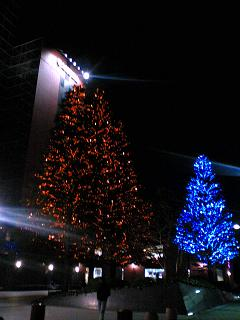
点灯中のLEDイルミネーションツリー（高さ20mを超える4本のヒマラヤ杉に橙色30000個・青色12600個・白色12600個のLEDが配してある）

    - 古屋広素翁・たけの夫人の胸像：圓鍔勝三 作
    - 内藤多仲先生胸像
    - 弓家七郎先生胸像

  - 彫刻
    - 智慧の樹：黒瀬渉行 作
    - 学びの芽：黒瀬渉行 作
    - 蒼穹の門（そうきゅうのもん）：黒瀬渉行 作
    - 蒼穹の灯
    - 襷の伝説（原画：高橋しん）：田畑功 作
    - 平和の砦
    - 躍動＆出航
    - アルテアとベガ
    - 知の泉「ペガサスのように」
    - yu
    - 飛翔（第3部作）：牛山一 作
    - 憧憬（第3部作）：牛山一 作
    - 悠久の旋律（第3部作）：牛山一 作
    - ひろがり
    - パルフィー
    - 伸：黒瀬渉行 作
    - フォッサマグナを歩く
    - 勇者の詩
    - 輪と玉のかたち－慈しみ－
    - 縄文の風：飯田善國 作

  - 記念碑
    - 鯉石台碑
    - 伝播：世木田茂樹 作
    - オツオリモニュメント（2006年に交通事故で逝去したジョセフ・モガンビ・オツオリ氏の鎮魂を願い建てられたメモリアル・モニュメント）
    - 学校体系一貫完成記念碑
    - 酒折連歌賞創設記念碑

  - 絵画・写真
    - 高坐山から黎明の富士山：白簱史朗 作
    - 夢、そして希望へ
    - 夢と未来へ
    - 夢の息吹：モニク・フリドマン 作
    - ランデックスのお花畑とシャモニー針峰群：白簱史朗 作

  - その他
    - キネティック・ペインティング「ネウマ」
    - イングリッシュオーク
    - 噴水イーグル
    - エコーズ オブ キャンパス
    - LEDイルミネーションツリー
    - 縄文の鼓動
    - 21世紀広場
    - レインボープラザ
    - カレッジスポーツセンターランドマーク
    - 第1スポーツヤードピクト
    - 第2スポーツヤードピクト
    - UFO風パーゴラ“銀河”
    - 夢の星

### 学生食堂
- 学生食堂はカフェテリア方式とファーストフード方式からなる「プルシアンブルー」がある。
- 学生食堂の「プルシアンブルー」と同じ建物内に2008年1月まであった「購買センター」と「書籍センター」は、同年4月より、書店・コンビニエンスストアなどからなる「丸善キャンパスショップ」に生まれ変わった。これは、丸善とエーエム・ピーエムが業務提携（後に業務提携は解消）し出店したもので、同大学が全国初となる。

### 講堂
- 古屋記念堂は学校創立20周年を記念して1968年に建てられた講堂兼体育館で、講堂としては主に入学式や卒業式等の式典及び学園祭等のイベントに、体育館としては主に体育授業やクラブ活動及び各種スポーツ競技会場に、それぞれ使用されている。また、館内には鍼灸接骨院（「YACC（ヤック）鍼灸接骨院」）も完備されている。具志堅用高が1976年10月10日WBA世界ジュニアフライ級王者ファン・ホセ・グスマン（ドミニカ共和国）との対戦をKO勝ちで世界王者となった試合が行われたのが、この古屋記念堂である[5][6][広報 2]。最近では女子バスケットボールWリーグに属する山梨クィーンビーズのホームゲームにも使用されている。
- メモリアルホールは40周年記念館内にある収容人員約650名のホールで、学内の各種イベント、コンサート、講演会及び学外の各学会等の会場として使用されている。

### 学生寮
- 主に強化育成クラブに所属する学生や留学生のための寮として、けやき寮や舞鶴寮などの名称で、大学周辺に複数設置されている。
- 国際リベラルアーツ学部では、1年次に全員がキャンパス内の寮に入寮しなければならない。留学生と共同生活を送ることで、英語が日常会話となるだけでなく、他国の文化を理解し、自国の文化を説明する力を習得することを目的としている。
- 一般学生は酒折駅近くに学生交流館（男子学生用）などがあるが、多くは大学近隣のアパートやマンションに居住している。

## 対外関係

### 地方自治体・議会との協定
- 地方議会改革に向けた連携協定（2008年締結）
  - 山梨県昭和町議会
    - 全国初のローカル・ガバナンス提携により、2008年には昭和町議会議場で同大学の学生による模擬議会の開催が実現した。この試みは学生の柔軟なアイデアを行政や教育、福祉の向上に役立てようと実施されたものである。
- 「健康・栄養・食育」に関する連携協定（2009年締結）
  - 山梨県
    - 山梨県民の健康と栄養、食育の推進を山梨県と同大学とが連携して取り組むことを目的とするものである。
- 「観光・ホスピタリティ」に関する連携協定（2011年締結）
  - 山梨県
    - 山梨の観光産業の発展や観光に携わる人材育成、観光振興への寄与を目的とするものである。
- 災害時における支援に関する協定（2011年締結）
  - 甲府市
    - 地震等大規模災害が発生した場合に、甲府市と同市内4大学（山梨学院大学、山梨大学、山梨県立大学、山梨英和大学）が連携を深めながら被災者等支援を推進していくものである。

### 他大学との協定
- 放送大学[広報 3]
- 「大学コンソーシアムやまなし」の単位互換事業は、2007年1月に山梨学院大学を含む参加7大学間で単位互換に関する協定が締結された。
  - 単位互換事業参加大学
    - 山梨学院大学
    - 山梨大学
    - 山梨県立大学
    - 山梨英和大学
    - 身延山大学
    - 山梨学院短期大学
    - 帝京学園短期大学
- 海外学術交流協定校・姉妹校
  -  アメリカ
    - パシフィック大学（オレゴン州）：姉妹校提携（1986年締結）
    - デモイン・エリア・コミュニティ・カレッジ（英語版）（アイオワ州）：姉妹校提携（1990年締結）
    - ウィーバー州立大学（英語版）（ユタ州）：学生受入協定（1999年締結）
    - オレゴン大学（オレゴン州）：学生受入協定（2001年締結）
    - ソルトレイク・コミュニティ・カレッジ（英語版）（ユタ州）：学生受入協定（2002年締結）

  -  中国
    - 南開大学（天津市）：姉妹校提携・単位互換提携（1993年締結）
    - 中国人事科学研究院（北京市）：学術交流協定（1994年締結）
    - 復旦大学（上海市）：学術交流協定（1996年締結）
    - 潘陽体育学院（潘陽市）：学術交流協定（1999年締結）
    - 天津社会科学院（天津市）：学術交流協定（2000年締結）
    - 上海人事局公共行政・人力資源研究所（上海市）：学術交流協定（2000年締結）
    - 北京語言大学（北京市）：学術交流協定・単位互換協定（2001年締結）
    - 北京大学国際関係学院（北京市）：学術交流協定（2001年締結）
    - 西安交通大学（西安市）：学術交流協定（2001年締結）
    - 南昌大学（江西省）：学術交流協定・単位互換協定（2004年締結）

  -  台湾
    - 輔仁大学（新北市）：姉妹校提携（1998年締結）
    - 永達技術学院（屏東県）：学術交流協定（2001年締結）

  -  ロシア
    - サハリン国立総合大学（サハリン州）：学術交流協定（2002年締結）
    - 極東国立総合大学（ウラジオストク市）：学術交流協定（2004年締結）

  -  ドイツ
    - バンベルク大学（バイエルン州）：姉妹校提携（2002年締結）

  -  イタリア
    - ヴァッレ・ダオスタ州立大学（アオスタ市）：学術交流協定（2009年締結）
- 国際リベラルアーツ学部の交換留学提携・編入提携
  - 交換留学先として、現在世界50以上の大学と提携を締結しており、同学部の学生はこれらいずれかの大学に1年間留学し、一定の単位を取得すことが必修とされている。また、これらの大学から同学部への交換留学生の受け入れも行っている。このほか、アーラム大学（アメリカ・インディアナ州）と編入提携を締結している。

### 各団体・企業との協定
- 山梨県弁護士会：司法改革推進のための協力協定（2002年締結）
- 東京地方税理士会山梨県会：租税に関する補佐人制度提携研修協定（2003年締結）
- 山梨県行政書士会：司法研修受け入れ協定（2005年締結）
- 甲府商工会議所：包括的連携協定（2007年締結）
- ヴァンフォーレ甲府：学校文化・企業文化の向上と地域社会への貢献における協定（2009年締結）
- 商工組合中央金庫甲府支店：協力推進協定（2010年締結）
- 山梨中央銀行：包括的業務連携に関する協定（2010年締結）
- 石和温泉旅館協同組合：観光・ホスピタリティ産業に携わる人材の育成と富士山観光圏の活性化を目的の連携協定（2012年締結）
- 山梨県市長会：連携協力協定（2013年締結）

## 社会との関わり

### ローカル・ガバナンス研究センター
ローカル・ガバナンス研究センターは地元甲府市などの自治体から具体的政策の研究開発の受託のほか、東京都三鷹市や山梨県昭和町議会との提携など、地域公共政策の形成に寄与しており、地域に開かれた教育・研究・文化の創造拠点づくりを積極的に推進している。

### 日英グリーン同盟
山梨学院大学は2001年に英国で日本文化を紹介する「JAPAN2001」が開催された時に行なわれた「国際交流と和解の森」計画に賛同・協力した経緯から、日英グリーン同盟への参加を通じて英国や英国人への理解と共感を深めるための植樹式が催され、イングリッシュ・オークが同大学キャンパス内の21世紀広場に植樹された。また、この植樹式には英国大使館からコリン・ロバーツ政治参事官が参加した。なお、英国の国立記念森林公園内にある和解の森には、同大学から贈られた桜の木が植樹されている。

#### 広報資料・プレスリリースなど一次資料
1. ↑  “自衛隊から山学大に感謝状 ～自衛官就職者数ランキング全国9位～”. 山梨学院ニュースファイル. (2012年3月21日)
2. ↑  学校法人山梨学院 古屋記念堂
3. ↑  放送大学　平成28年度　単位互換案内

## 系列校
- 山梨学院短期大学
- 山梨学院高等学校
- 山梨学院中学校
- 山梨学院小学校
- 山梨学院幼稚園

## 放送送信施設
- 同大学クリスタルタワーには、コミュニティ放送局であるエフエム甲府の送信所が置かれている。

| 放送局名     | コールサイン | 周波数  | 空中線電力 | ERP | 放送対象地域 | 放送区域内世帯数 | 開局日        |
| ------------ | ------------ | ------- | ---------- | --- | ------------ | ---------------- | ------------- |
| エフエム甲府 | JOZZ3AO-FM   | 76.3MHz | 20W        | 81W | -            | 約-世帯          | 1997年3月20日 |